# Eupithecia incurvaria
Eupithecia incurvaria is een vlinder uit de familie van de spanners (Geometridae). De wetenschappelijke naam van de soort is voor het eerst geldig gepubliceerd in 1903 door Hampson.
De soort komt voor in Afghanistan, India (Sikkim), Jammu en Kasjmir, Nepal, en het noorden van Pakistan. Hij vliegt op hoogtes van 1400 tot 3500 meter boven zeeniveau.